# Teresa Woźniak
Teresa Halina Woźniak (ur. 12 lipca 1941 w Dokudowie, zm. 25 marca 2019) – polska lekarka i polityk, posłanka na Sejm X kadencji.

## Życiorys
W 1968 ukończyła studia lekarskie na Akademii Medycznej w Białymstoku. Odbyła staż w Wojewódzkim Szpitalu w Białymstoku, po czym podjęła pracę w zespole opieki zdrowotnej w Łapach. Od 1975 pracowała w przychodni rejonowej w Ełku.
W 1960 wstąpiła do Polskiej Zjednoczonej Partii Robotniczej, do której należała do jej rozwiązania. Była delegatką na VIII i X zjazd PZPR, z jej ramienia była radną Wojewódzkiej Rady Narodowej w Suwałkach. W 1989 uzyskała mandat posłanki na Sejm kontraktowy, który sprawowała do 1991. Została wybrana w okręgu suwalskim. Na koniec kadencji należała do Poselskiego Klubu Pracy. Zasiadała w Komisji Samorządu Terytorialnego, Komisji Samorządu Terytorialnego, Gospodarki Przestrzennej i Komunalnej oraz w dwóch komisjach nadzwyczajnych. W wyborach samorządowych w 1994 uzyskała mandat radnej Ełku z listy Unii Pracy.
Została pochowana na cmentarzu komunalnym w Ełku.

## Odznaczenia
W 1985 odznaczona Złotym Krzyżem Zasługi.